# Martin (Tennessee)
Pour les articles homonymes, voir Martin.
Martin est une ville du Tennessee, dans le comté de Weakley aux États-Unis.